# Lutz Heßlich
Lutz Heßlich (ur. 17 stycznia 1959 w Ortrand) – niemiecki kolarz torowy reprezentujący barwy NRD, dwukrotny mistrz olimpijski oraz ośmiokrotny medalista torowych mistrzostw świata.

## Kariera
Specjalizował się w sprincie. Dwa razy - w 1980 i 1988 (igrzyska w 1984 NRD zbojkotowało) – stawał na najwyższym podium olimpijskim w tej konkurencji. Był wielokrotnym medalistą mistrzostw świata, cztery razy zostawał mistrzem globu (amatorów, w 1979, 1983, 1985 i 1987).

## Starty olimpijskie (medale)
Moskwa 1980
- sprint –  złoto

Seul 1988
- sprint –  złoto